# NGC 4145
NGC 4145是一个位于大熊座的棒旋星系，距离地球6800万光年，属于大熊座星系团。星系的恆星形成活动较少，可能会演变成透鏡狀星系。